# كارلا ساندز
كارلا ساندز (بالإنجليزية: Carla Sands) هي ممثلة أمريكية، ولدت في 13 أكتوبر 1960.

## وصلات خارجية
- كارلا ساندز على موقع IMDb (الإنجليزية)
- كارلا ساندز على موقع قاعدة بيانات الفيلم (الإنجليزية)